# Стамас, Джим
Джеймс Н. «Джим» Ста́мас (англ. James N. «Jim» Stamas; род. 17 февраля 1965, Мидленд, Мичиган, США) — американский бизнесмен и политик-республиканец, член Палаты представителей и Сената Мичигана, лидер фракции большинства Палаты представителей Мичигана.

## Биография
Родился в греческой семье.
Окончил среднюю школу Буллок-Крик в Мидленде.
Служил в Армии США (1984—1987) и Национальной гвардии Мичигана.
Менеджер (1987—1989) пиццерии «Pizza Sam’s» в центре Мидленда, открытой его семьёй в 1960 году. С 2003 года является её владельцем.
Риелтор в различных компаниях (1989—1994), владелец «Stamas Process Serving» (1994—1998), управляющий проектами в «Case Systems» (1998—2003).
Окончил Дельта-колледж с ассоциированной степенью в области управления бизнесом и Нортвудский университет со степентю бакалавра делового администрирования.
Член Совета попечителей тауншипа Мидленд (1997—2004) и Совета уполномоченных округа Мидленд (2005—2008).
С 2009 года — член легислатуры Мичигана.

## Личная жизнь
Женат, имеет двоих детей.
Его младший брат Тони Стамас также бизнесмен и политик, бывший член Палаты представителей и Сената Мичигана. Имеет также младшего брата Николаса.